# Giusto de' Conti
Giusto de' Conti (Roma, 1390 circa – Rimini, 19 novembre 1449) è stato un poeta e umanista italiano.

## Biografia

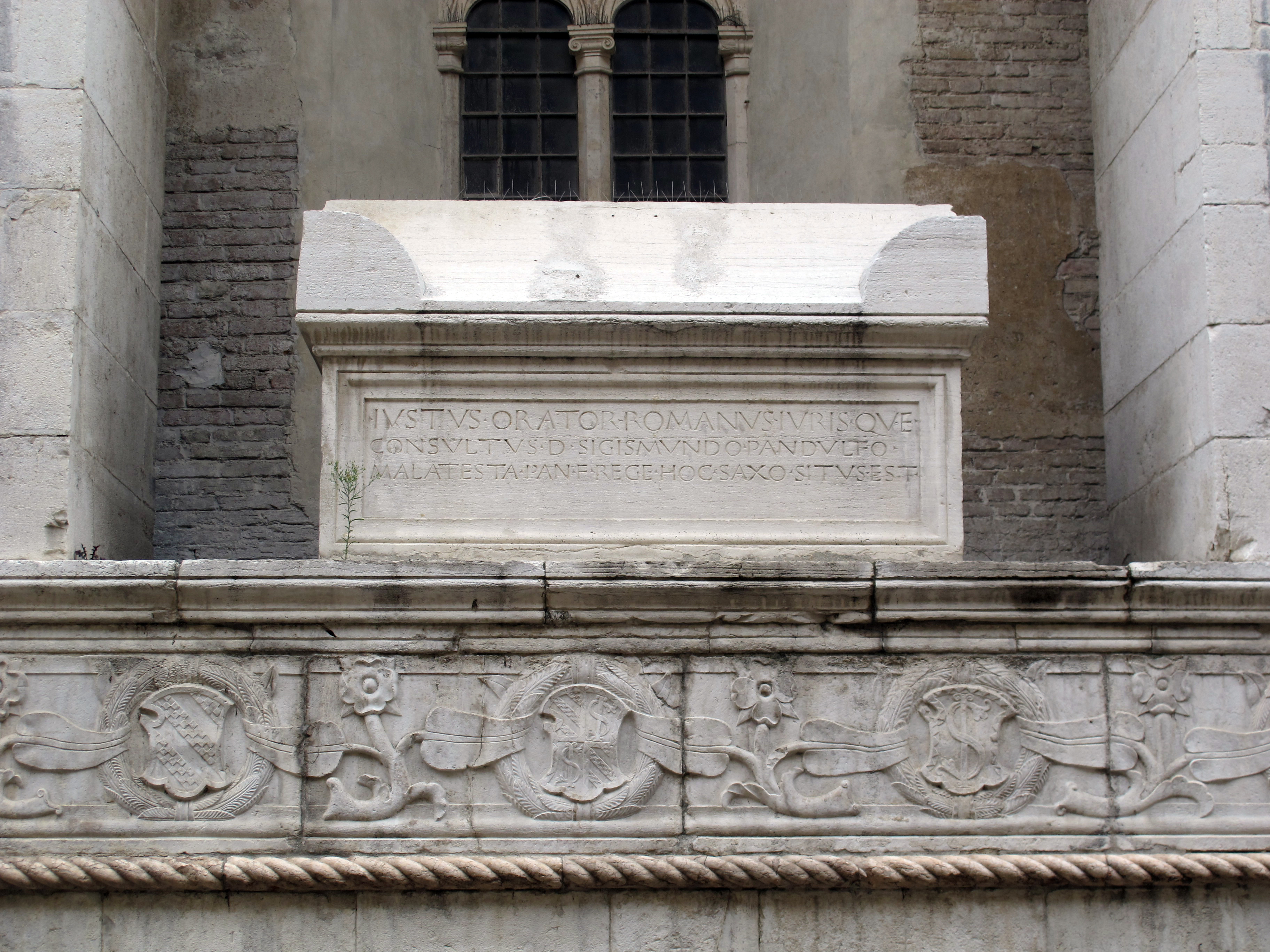
La sua tomba sul fianco del Tempio Malatestiano

Poco si conosce delle sue origini e le ipotesi più accreditate sono quelle che lo indicano come nativo di Valmontone nei pressi di Roma, figlio illegittimo della famiglia Conti del ramo di Valmontone.
Addottoratosi in giurisprudenza, probabilmente presso l'Università di Bologna, rimase a Firenze dal 1438 al 1440 presso Eugenio IV e fu anche tesoriere pontificio delle Marche.
Chiamato a fare da mediatore tra Federico da Montefeltro e Sigismondo Pandolfo Malatesta ebbe modo di conoscere il Signore di Rimini che lo volle presso di sé come consigliere di corte. Si trasferì così presso la corte di Rimini dove rimase fino alla morte. Per ordine di Pandolfo egli fu sepolto sul lato destro del tempio albertiano.
Scrisse intorno al 1440 un canzoniere di stampo petrarchista composto da centocinquanta rime in volgare intitolato "La bella mano" dove canta le lodi di una donna chiamata Isabeta, forse Elisabetta Bentivoglio conosciuta a Bologna. La raccolta venne pubblicata per la prima volta a Bologna da Scipione Malpigli nel 1472.

## Opere
- La bella mano, Bologna, Scipione Malpigli, 1472.
- La bella mano, Venezia, Tommaso de Piasi, 1492.
- Il canzoniere, a cura di L. Vitetti, 2 voll., Carabba, Lanciano, 1918

## Onorificenze
Nel 2021 è stata inaugurata la Passeggiata Contiana: la città di Valmontone celebra il proprio poeta attraverso l'installazione di panchine commemorative e targhe illustrative. Il percorso, che si snoda tra i vicoli del centro storico, mira a far conoscere la produzione poetica di Giusto De' Conti. La scelta dei sonetti è stata curata dal Prof. Italo Pantani, massimo studioso del De' Conti e professore associato di Letteratura Italiana presso l'Università di Roma La Sapienza.